# Nacht und Nebel (band)
Nacht und Nebel was een Belgische band. De band was actief van 1980-1986.

## Geschiedenis
Het debuutalbum Casablanca had zes persoonlijke, simpele en naïeve nummers met op de achtergrond een krachtige beat. Ook de optredens kunnen zo beschreven worden terwijl de hevig zwetende Patrick Nebel in een decadente outfit op het podium heen en weer liep te rennen. De bezetting van de groep veranderde meerdere malen, met Nebel als enige constante. De toen nog onbekende Chris Whitley maakte als gitarist op losvaste basis deel uit van de groep.
Beats of Love van het gelijknamige album, dat melodieuzer was dan het debuut en meer naar synthpop neigde, werd in een remix van John Tilly een grote hit in 1984. In België en Frankrijk werden er 150.000 exemplaren van verkocht. Patrick Nebel moest z'n succes echter volgen vanuit een Zwitsers sanatorium. Toen hij terugkwam bracht de groep het album Victoria uit en de nummers Ready To Dance en Victoria 2000 haalden de hitlijsten.
Op 15 maart 1986 sloeg het noodlot toe en maakte een cocktail van alcohol, pillen en een fatale hartziekte een einde aan het leven van de frontzanger, wat meteen ook het einde van de groep betekende.

## Groepsleden
- Patrick Nebel
- Fil van der Auwera, alias Phil IJzerdraad[1]: bassist
- Alban Bentein, alias Albano Bentano
- Koen Claeys (1984)

## Discografie[2]

### Albums
- Casablanca (mini-LP) (1982)
- Beats of Love (1982)
- This Is, This Was (1984)
- Victoria 2000 (1985)
- Songs For Ever (1986) - Verzamel LP
- Nacht und Nebel live (2006)

### Ep's
- Alcatraz (1981)

### Singles
- Movoco Synthaca  (1982)
- Zafari (1983)
- Beats of Love (1983)
- Etoile du Nord (1984)
- Victoria 2000 (1985)
- Ready To Dance (1985)
- Laguna of love

## Trivia
- Nacht und Nebel is een Duitse uitdrukking die ongeveer "in het geheim" betekent.
- "Nacht und Nebel" was een bevel van Adolf Hitler om politieke tegenstanders op te pakken en te laten verdwijnen.
- In 1995 coverde The Clement Peerens Explosition het nummer "Beats of Love". Ondanks het feit dat de groep een komische act is werd het lied met ernst en respect voor het origineel gecoverd.
- In 2010 brengt de gelegenheidsgroep Villa feat. The New Sins, met Lou Hayter van New Young Pony Club, een remake van ‘Beats of Love’ uit.